# Friedrich August Marschall von Bieberstein
Friedrich August Marschall von Bieberstein (10 de agosto de 1768, Stuttgart - 16 de junio 1826, Merefa) fue un naturalista y explorador alemán.

## Biografía
Pertenecía a una familia noble, su padre era comisario de Bieberstein. Se gradúa en el "Karlsschule de Stuttgart"; y se interesaba tempranamente por las ciencias.
Su carrera científica comienza en 1792 al enrolarse al servicio del Ejército de Rusia en Crimea. Vive en Rusia y mástarde fue consejero del Concilio Imperial Ruso, director de la Sección Sericultura, y curador de la "Flora Taurico Caucasia".
Hace expedicones y recolecta activamente por el sur de Rusia, particularmente en Cáucaso y Crimea. Publica con información acerca de la Topografía, Historia, Economía, población y por supuesto sobre flora y fauna.
Luego de su deceso, su herbario de 8000 a 10 000 especímenes vegetales es adquirido por la Academia de Ciencias de San Petersburgo, estando actualmente conservado por el Instituto de Botánica Komarov.
Su precisión y agudeza intelectual, hace que varias de sus especies descubiertas por él hayan sido descritas por primera vez y mantengan sus nombres hasta el día de hoy.

## Algunas publicaciones
- Tableau des provinces situées sur la côte occidentale de la mer Caspienne, entre les fleuves Terek et Kour (Tablas de las provincias situadas sobre la costa occidental del mar Caspio, entre los ríos Terek y Kour), San Petersburgo, 1798

- Flora taurico-caucasica, exhibens stirpes phaenogamas, in Chersoneso taurica et regionibus caucasicis sponte crescentes, Jarkov, tres v. 1808-1819

- Tableau des genres salsola, anabasis et polycnemum, 25 p. 1803

- Centuria plantarum rariorum Rossiae meridionalis, praesertim Tauriae et Caucasi, iconibus descriptionibusque illustrata, Jarkov, 1810

## Honores

### Epónimos
Género
- (Geraniaceae) Biebersteinia Steph. ex[2]

Especies
- (Apiaceae) Astrantia biebersteinii Fisch. y C.A.Mey.[3]

- (Apiaceae) Peucedanum biebersteinii Schmalh.[4]

- (Apiaceae) Prangos biebersteinii Karjagin[5]

- (Apiaceae) Trinia biebersteinii Fedor.[6]

- (Asteraceae) Achillea biebersteinii Afanasiev[7]

- (Asteraceae) Acosta biebersteinii (DC.) Dostál[8]

- (Asteraceae) Acrolophus biebersteinii (DC.) Á.Löve y D.Löve[9]

- (Asteraceae) Chrysanthemum biebersteinianum Adams[10]

- (Asteraceae) Hieracium biebersteinii Litv. y Zahn[11]

- (Asteraceae) Klasea biebersteiniana (Grossh.) Hidalgo[12]

- (Boraginaceae) Cynoglossum biebersteinii (DC.) Greuter y Burdet[13]

- (Brassicaceae) Cuspidaria biebersteinii Andrz. ex Besser[14]

- (Caryophyllaceae) Eremogone biebersteinii (Schltdl.) Holub[15]

- (Chenopodiaceae) Chenopodina biebersteiniana Moq.[16]

- (Chenopodiaceae) Schoberia biebersteiniana C.A.Mey.[17]

- (Dipsacaceae) Sclerostemma biebersteinianum Schott[18]

- (Lamiaceae) Calamintha biebersteinii K.Koch ex Ledeb.[19]

- (Lamiaceae) Nepeta biebersteiniana (Trautv.) Pojark.[20]

- (Leguminosae) Trifolium biebersteinii Khalilov[21]

- (Leguminosae) Vicia biebersteinii Guss.[22]

- (Leguminosae) Vicia biebersteinii C.A.Mey.[23]

- (Liliaceae) Fritillaria biebersteiniana Kharkev.[24]

- (Liliaceae) Tulipa biebersteiniana Schult.f.[25]

- (Poaceae) Koeleria biebersteinii M.Kalenichenko[26]

- (Poaceae) Poa biebersteinii H.Pojark.[27]

- (Poaceae) Zerna biebersteinii (Roem. y Schult.) Nevski[28]

- (Rosaceae) Rosa biebersteinii Lindl.[29]

- (Rosaceae) Rosa biebersteiniana Tratt.[30]

- (Rubiaceae) Asperula biebersteinii V.I.Krecz.[31]

- (Scrophulariaceae) Phelypaea biebersteinii Fisch. ex Walp.[32]

- (Scrophulariaceae) Veronica biebersteinii Hassk.[33]

- La abreviatura «M.Bieb.» se emplea para indicar a Friedrich August Marschall von Bieberstein como autoridad en la descripción y clasificación científica de los vegetales.[34]